# Fiestas de Redondela
Fiestas de Redondela (Pontevedra) España.

## Festa dos Maios

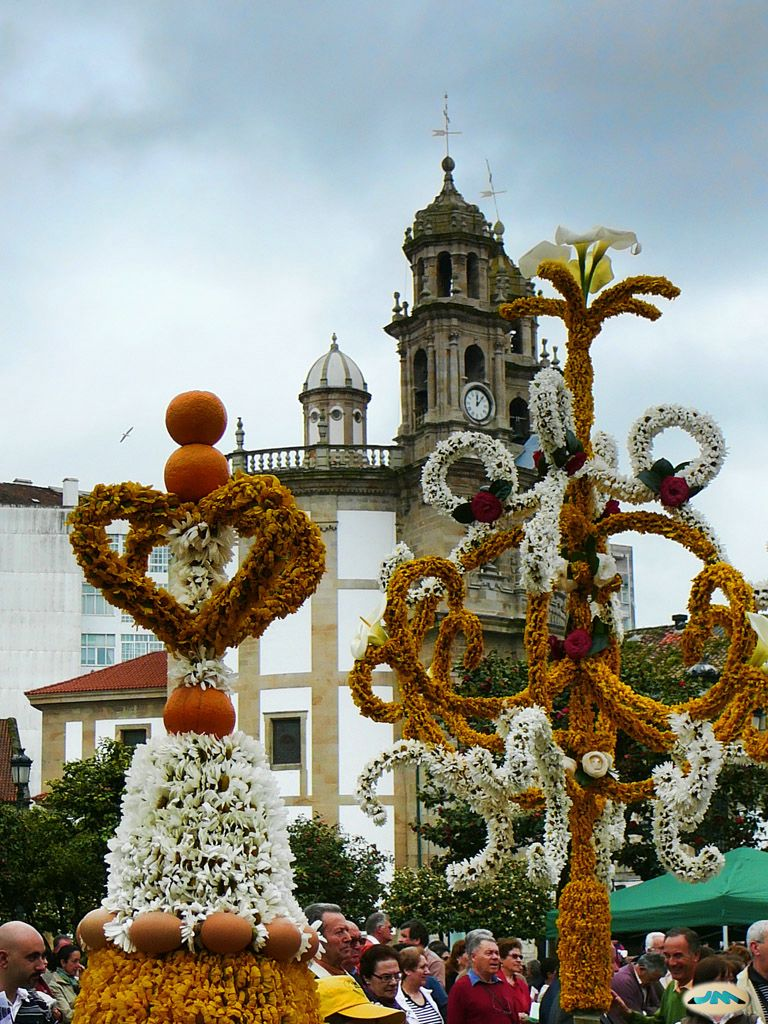
Los "maios" típicos de Galicia.

Los maios (proviene de Maio, en gallego el mes de mayo) es una fiesta popular gallega que forma parte del llamado Ciclo do Maio, época de exaltación de la naturaleza al comienzo de la primavera. Todos los años en Redondela se realiza un concurso de maios que son unas estructuras florales acomapañados de coplas.

## Lixorrock
El Lixorrock es festival de música al aire libre, en el que participan grupos musicales locales.

## Redondela en Curto
Festival Internacional de Cortometrajes y Películas de animación.

## Festivales
- Redondela en Curto - Redondela - Festival Internacional de Cortometrajes
- Festival Internacional de Títeres de Redondela - Redondela Finales de mayo y principios de junio
- Festival Millo Verde- "Redondela" Principios de Junio
- Teatrarte - Redondela - Festival de Teatro
- Nadal Cultural - Redondela Navidad
- Noites Máxicas dos Viaductos - Redondela Verano
- Entroido de verán (Carnaval de verano) - Redondela agosto
- Noite da Lúa Meiga - O Viso. Redondela. Último sábado de agosto - Folk y música tradicional.
- Lixorrock - Redondela Verano - Festival de música al aire libre
- Musicarte - Redondela Septiembre - Festival de Música y Otras Artes
- Fiesta de la Coca de Redondela

## Otras fiestas Gastronómicas
- Magosto - Redondela noviembre
- Fiesta da Oreja - Cedeira diciembre
- Fiesta de la Manzana - San Estevo de Negros Primer fin da semana de octubre
- Fiesta del Marinero - Cesantes
- Fiesta del Mejillón - Chapela septiembre

## Otras fiestas civiles
- Festa do Samaín - Redondela 31 de octubre
- Mayos - Redondela 1 de mayo
- Entroido - Redondela febrero
- Entroido de verán - Redondela Finales de agosto

## Otras fiestas religiosas
- Fiesta de las Angustias
- Festa de Santa María de Reboreda - Reboreda Mediados de agosto
- Fiesta del Carmen - Chapela Finales de julio
- Fiesta de las Dolores - El Viso - Primer fin de semana de septiembre